# Luigi Biasucci
Luigi Biasucci (Roma, 13 aprile 1890 – Monastir, 14 marzo 1941) è stato un militare italiano, decorato di medaglia d'oro al valor militare alla memoria nel corso della seconda guerra mondiale.

## Biografia
Nacque a Roma il 13 aprile 1890, figlio di Vincenzo e Severina Florindi. Promosso sottotenente di complemento del Regio Esercito nel febbraio 1911 ed assegnato al 59º Reggimento fanteria, prese parte alla campagna libica dal 1912 al 1913 ottenendo il passaggio in servizio permanente effettivo. Promosso tenente nell'aprile 1915, il 24 maggio dello stesso anno entrò nella guerra contro l'Impero austro-ungarico in forza al 59º Reggimento fanteria mobilitato, nel quale divenne capitano nel settembre dello stesso anno. Passato poi al 215º Reggimento fanteria venne insignito di una medaglia di bronzo al valor militare. Nell’ottobre 1917, lasciò il fronte italiano per ritornare in Libia dove prestò servizio nel IV Battaglione del 39º Reggimento fanteria a Tomuk fino al 1919. Rientrato in Patria, fu successivamente assegnato al Ministero della guerra e poi alla Scuola centrale di fanteria dove rimase in servizio fino alla sua promozione a maggiore, avvenuta nel marzo 1926. Trasferito al 66º Reggimento fanteria, nel marzo 1932, con la promozione a tenente colonnello ritornò in Libia dove assunse il comando del VII Battaglione libico del 3º Reggimento fanteria coloniale. In servizio al reggimento mobilitato nel gennaio 1936 partì per l'Africa Orientale dove si distinse in numerosi combattimenti nel corso della guerra d'Etiopia e nelle successive operazioni di controguerriglia. Rientrato in Tripolitania nel luglio 1937, nel settembre successivo, divenuto colonnello, rientrò in Italia per assumere dapprima il comando del 73º Reggimento fanteria e dal giugno 1940 il comando del 25º Reggimento fanteria. Nel dicembre 1940 fu assegnato al Comando Superiore delle FF.AA. (Forze Armate) d'Albania, e dal gennaio 1941 assunse il comando del 140º Reggimento fanteria della 47ª Divisione fanteria "Bari".
Cadde in combattimento a Quota 731 di Monastero il 14 marzo 1941, e per onorarne il coraggio fu insignito della medaglia d'oro al valor militare alla memoria.

### Fonti
1. 1 2  Gruppo Medaglie d'Oro al Valore Militare 1965, p. 597.
2. 1 2 3 4 5 6 7 8 9 10  Combattenti Liberazione.
3. ↑  Quirinale - scheda - visto 23 gennaio 2023.